# Vanguard Nunatak
Vanguard Nunatak är en nunatak i Antarktis. Den ligger i Västantarktis. Argentina och Storbritannien gör anspråk på området. Toppen på Vanguard Nunatak är 715 meter över havet.
Terrängen runt Vanguard Nunatak är kuperad åt nordost, men åt sydväst är den platt. Trakten är obefolkad. Det finns inga samhällen i närheten.